# آنا ألثيا هيلز
آنا ألثيا هيلز (بالإنجليزية: Anna Althea Hills)‏ هي رسامة أمريكية، ولدت في 28 يناير 1882 في رافينا في الولايات المتحدة، وتوفيت في 13 يونيو 1930 في لاغونا بيتش في الولايات المتحدة.